# Lipovci
Lipovci so naselje v Občini Beltinci.